# Resurrezione (film 1958)
Resurrezione (Auferstehung) è un film del 1958 diretto da Rolf Hansen.

## Trama
Il giovane principe Nechljudov viene convocato come giudice in un processo per omicidio. Un ricco mercante è stato trovato morto nella camera della locanda dove alloggiava e del delitto è stata accusata la prostituta Maslova. Nechljudov riconosce nella donna la domestica delle zie che aveva sedotto e abbandonato anni prima e cerca di convincere le autorità della sua innocenza ma inutilmente. Convinto di essere responsabile della sua caduta morale la segue in Siberia dove lei deve scontare la sua condanna.

## Produzione
La sceneggiatura era firmata dall'italiano Renato Castellani e da Juliane Kay che aveva curato l'adattamento cinematografico dal romanzo omonimo Resurrezione, opera dello scrittore russo Lev Tolstoj. Il film fu una co-produzione franco-italo-tedesca e venne girato nei Bavaria Filmstudios, Geiselgasteig, a Grünwald.

## Distribuzione
Distribuito dalla Bavaria-Filmkunst Verleih, uscì nelle sale cinematografiche tedesche il 21 ottobre 1958.